# Калий-цинк
Калий-цинк — неорганическое соединение,
интерметаллид калия и цинка
с формулой KZn13,
кристаллы.

## Получение
- Сплавление стехиометрических количеств чистых веществ:

{\displaystyle {\mathsf {K+13Zn\ {\xrightarrow {592^{o}C}}\ KZn_{13}}}}

## Физические свойства
Калий-цинк образует кристаллы
кубической сингонии,
пространственная группа F m3c,
параметры ячейки a = 1,2360 нм, Z = 8,
структура типа натрия-цинка NaZn13
.
При температуре 592°С соединение плавится с образованием двух, практически несмешивающихся, жидкостей K и Zn.